# Lucjan Głowacki
Lucjan Głowacki (ur. 11 grudnia 1898 w Łodzi, zm. 8 marca 1951 tamże) – polski działacz robotniczy, samorządowiec, poseł do Krajowej Rady Narodowej i na Sejm Ustawodawczy (1945–1952). 

## Życiorys
W młodości kształcił się w szkole handlowej, jednak z powodów finansowych przerwał naukę. W czasie I wojny światowej przebywał na robotach w Niemczech. W latach 1919–1921 walczył w Wojsku Polskim na froncie wschodnim. Po demobilizacji pracował od 1923 do 1927 w fabryce włókienniczej Geyera w Łodzi jako urzędnik. W 1929 uzyskał zatrudnienie w Tramwajach Miejskich, gdzie pracował do 1945. Prowadził działalność związkową (od 1936 przewodniczący Związku Pracowników Tramwajowych, od 1938 przewodniczący zarządów głównego i okręgowego tej organizacji). 
Od 1935 należał do Polskiej Partii Socjalistycznej. W 1938 wybrany na radnego Łodzi z listy tzw. jednolitego frontu. W czasie II wojny światowej działał w PPS-WRN, potem w PPS (która w 1948 współtworzyła PZPR). W 1945 wszedł w skład Miejskiej Rady Narodowej Łodzi (zasiadając w jej prezydium) i został posłem do Krajowej Rady Narodowej. W 1947 uzyskał mandat posła na Sejm Ustawodawczy z okręgu Zgierz.
W 1946 otrzymał Srebrny Krzyż Zasługi.